# Joan Higginbotham
Pour les articles homonymes, voir Higginbotham.
Joan Elizabeth Miller Higginbotham est une astronaute américaine née le 3 août 1964 à Chicago dans l'Illinois.

## Biographie
Elle est née à Chicago, dans l'Illinois. Elle a étudié au Whitney Magnet High School et est diplômée en 1982. Elle obtient un baccalauréat ès sciences à l'université Sud de l'Illinois à Carbondale en 1987. Elle obtient une maîtrise en sciences de gestion en 1992 et une maîtrise dans les systèmes spatiaux en 1996 à l'Institut de Technologie de Floride.
En 1987, elle est engagée au Centre spatial Kennedy (KSC) en Floride, comme ingénieur électrique de charge utile de la Division des systèmes de télécommunications électriques.
Après six mois, elle devient chef de service pour les expériences Orbiter (OEX) sur OV- 102, de la navette spatiale Columbia.
Elle a ensuite travaillé sur la navette et a effectué des tests de compatibilité électriques pour toutes les charges utiles au bord de la navette. Elle a également été chargée par la direction d'entreprendre plusieurs missions spéciales, où elle a servi comme adjoint d'état-major de la direction du directeur des opérations et de la gestion navette.
Elle a participé à l'intégration de la station d'accueil orbiteur (ODS) dans la navette spatiale, utilisée lors des missions d'accueil entre la Navette et Mir. Deux ans plus tard, elle travaille sur le projet orbiteur pour OV- 102, la navette spatiale Columbia.
Elle a participé activement à 53 lancements de navette spatiale pendant son mandat de 9 ans au Centre spatial Kennedy.
Elle est la troisième femme afro-américaine à aller dans l'espace, après Mae Jemison et Stephanie Wilson.

## Vols réalisés
Elle réalise un unique vol en tant que spécialiste de charge utile le 9 décembre 2006, lors de la mission Discovery STS-116.

## Honneur
L'astéroïde (103739) Higginbotham a été nommé en son honneur le 27 janvier 2021, dans la Minor Planet Circular no 128944.